# Hohengœft
Hohengœft település Franciaországban, Bas-Rhin megyében. Lakosainak száma 538 fő (2022. január 1.). Hohengœft Zehnacker, Crastatt, Kuttolsheim, Nordheim, Rangen, Wasselonne, Willgottheim és Wintzenheim-Kochersberg községekkel határos.

## Népesség
A település népességének változása:
| Lakosok száma | 521  | 519  | 535  | 536  | 544  | 547  | 543  | 536  | 538  |
|               | 2013 | 2015 | 2016 | 2017 | 2018 | 2019 | 2020 | 2021 | 2022 |